# Leo Carrillo
Leo Carrillo (6 de agosto de 1880 – 10 de septiembre de 1961), fue un artista de vodevil, actor, dibujante periodístico y conservacionista de nacionalidad estadounidense.

## Biografía

### Raíces familiares
Su verdadero nombre era Leopoldo Antonio Carrillo, y nació en Los Ángeles, California. Formaba parte de una antigua y respetada familia de origen hispano cuyas raíces databan de la época de los conquistadores españoles. Su tatarabuelo, José Raimundo Carrillo (1749–1809), fue un colono español de San Diego (California). Su bisabuelo, Carlos Antonio Carrillo (1783-1852), fue gobernador de Alta California entre 1837 y 1838. Además, su tío abuelo José Antonio Carrillo fue tres veces alcalde de Los Ángeles y su abuelo, Pedro Carrillo, educado en Boston, fue escritor.

### Inicios
La familia se trasladó de San Diego a Los Ángeles, y después a Santa Mónica (California), donde el padre de Carrillo, Juan José Carrillo (1842-1916), sirvió como jefe de policía de la ciudad y posteriormente como alcalde. 

### Carrera
Tras graduarse en la universidad, Carrillo trabajó como dibujante del San Francisco Examiner antes de actuar en Broadway. En Hollywood trabajó en más de 90 filmes, entre ellos The Gay Desperado (El alegre bandolero) (1936), y en ellos usualmente actuaba como actor de carácter y de reparto. 
Sin embargo, Carrillo es recordado sobre todo por su trabajo televisivo, en concreto por su participación en la serie The Cisco Kid, en la cual interpretaba a Pancho, un personaje que previamente había hecho en varios filmes. Duncan Renaldo (1904-1980) interpretaba a The Cisco Kid. La serie se emitió entre 1950 y 1956, siendo la mayoría de los episodios rodados en color. Una vez finalizada la serie, Carrillo actuó en el episodio "Rescue at Sea" del drama militar Men of Annapolis.

## Contribuciones cívicas
Carrillo fue un conservacionista, y por ello trabajó para la Comisión de Playas y Parques de California durante dieciocho años, jugando un papel clave en la adquisición por parte del estado del Hearst Castle en San Simeon (California), el Los Angeles Arboretum, y el Parque Estatal Anza-Borrego Desert. Finalmente fue nombrado por el gobernador embajador de buena voluntad.
Por su servicio al Estado de California, se bautizó en su honor el Parque Estatal Leo Carrillo, al oeste de Malibu (California). 

## Fallecimiento
Leo Carrillo falleció a causa de un cáncer en 1961 en Santa Mónica (California), y fue enterrado en el Cementerio Woodlawn Memorial de Santa Mónica.
Por su contribución a la industria cinematográfica, Leo Carrillo tiene una estrella en el Paseo de la Fama de Hollywood, en el 1635 de Vine Street.
Carrillo era primo de la estrella de Broadway William Gaxton.